# Falukutatás Erdélyben
Falukutatás Erdélyben a fiatal romániai magyar értelmiség népszolgálatát előmozdító tudományos és irodalmi áramlat a két világháború között. Keletkezésére egyaránt hatott a csehszlovákiai Sarló szociográfiai mozgalma s a magyarországi falukutatók (Szegedi Fiatalok Művészeti Kollégiuma) és a népi írók fellépése, önálló kifejlődéséhez azonban a romániai magyar társadalmi mozgásokhoz legközelebb álló román tudományos példa, a Dimitrie Gusti professzor kezdeményezésére kibontakozott monografikus iskola is hozzájárult.

## Falukutatás a két világháború közt
A mozgalom kezdeti szakaszát az Erdélyi Fiatalok faluszemináriuma és Falu-füzetei jellemzik. Gyallay-Pap Zsigmond A nép és az intelligencia (1931) c. füzete megújító szerepet szánt a falu egészének a romániai magyarság életében. Demeter Béla két tanulmánya (Hogyan tanulmányozzam a falu életét? 1931; Az erdélyi falu és a szellemi áramlatok, 1932) ugyanebben a sorozatban a Sarló és a Gusti-féle kérdőívek felhasználásával konkrét javaslatokat adott a falukutatásra és a falu megsegítésére.
Mikó Imre a sorozat utolsó füzetében (Az erdélyi falu és a nemzetiségi kérdés, 1932) kilenc Kolozs megyei falu településtörténetét és népmozgalmait dolgozta fel, kifejezésre juttatva az erdélyi magyar falukutatók egy részének radikalizálódását és új társadalmi igényeit is a következő feladat kijelölésével: "Beállunk közkatonának a magyar jövő: munkások és parasztok sorába, s az ő érdekeik értelmi szolgálatában keressük letűnő középosztályunk új nemzedékének a jövő társadalomhoz való jogát." Míg a bal felé kivált fiatal értelmiségi csoport a Falvak Népe c. lap megindításával cselekvő politikai szerepet vállalt a falusi dolgozók gazdasági és kulturális mozgalmaiban, az Erdélyi Fiatalok megmaradt gárdája, majd a belőlük kiváló Hitel-csoport továbbra is a tanulmányozás módszerével kereste a falu szolgálatának lehetőségeit.
Váró György finn példákat sorolt fel a vidékkutatásra, Pálffy Károly a román falumunka mintájára magyar társadalomkutató munkaközösségeket szervezett, Bakk Péter bekapcsolódott Gusti professzor intézetének kutatásaiba s a Sociologie Românească hasábjain ismertette a magyar falukutatók könyveit (ugyanő nagyenyedi tanítóképzős növendékeivel Magyarlapádon végzett szociográfiai felmérő munkát), Venczel József pedig A falumunka és az erdélyi falumunka-mozgalom (ETF 78) c. tanulmányában 1935-ben módszeresen ismertette a Gusti-iskolát.
A magyar értelmiségiek bekapcsolódását a román falukutatásba Traian Herseni, Henri H. Stahl és Octavian Neamțu, a "militáns szociológia" román képviselői, szívesen karolták fel, s a budapesti Lükő Gábor részvétele a román falumunkában elősegítette a módszer magyarországi elterjedését is, amit elismeréssel emleget Erdei Ferenc és Ortutay Gyula a magyar falukutatásról szóló munkákban.
Nem maradhatott hatás nélkül a magyar szociográfia egyik úttörőjének, Braun Róbert (1879–1937) egykori lippai tanárnak az Arad megyei Maroscsicsérről először 1908-ban, majd megismételve 1935-ben elkészített és kiadott társadalomrajzi felmérése sem. Az elmélyült erdélyi magyar falukutatás egyik állomása 1936-ban a Szabó T. Attila vezette falukutató munkatábor a kalotaszegi Bábony községben; ezt az EME jog- és társadalomtudományi szakosztályának több előadása követte, s a falukutatás eredményeit Szabó T. Attila bibliográfiai tanulmánya (A transylvan magyar társadalomkutatás, Hitel, 1938/1) foglalta össze. Magyarországi vonatkozásban az erdélyi származású Tomori Viola szegedi egyetemi hallgatónő szervezett hasonló falukutató nemzetközi tábort és konferenciát 1937-ben a bakonyi Dudaron.
A Korunk felfigyelt a falukutatásra, s a Sarló, a népi írók, a Gusti-féle iskola és az erdélyi magyar kísérletezésekre, bírálta is meg utat is nyitott az irodalmi szociográfiának mint művészi műfajnak, közölve Kovács Katona Jenő és Bözödi György falurajzait. A Sociologie Românească egyik cikkíróját helyreigazítva a lap 1936-ban szerkesztőségi jegyzetben szögezte le: "...a Korunk hívta fel a magyar közvélemény figyelmét a parasztság s nem utolsósorban a román parasztság helyzetére [...]. Az agrárválság által sújtott falu gazdasági, szociális, sőt kulturális helyzete [... ] legfőbb pontjaiban állandó tárgya a Korunk tudományos érdeklődésének." A falukutatók munkásságát a Korunk korszerű munkástársadalomrajz ápolásával egészítette ki.

## Falukutatás 1940-től
Az 1940-es években egy önálló kolozsvári kezdeményezés vitte előbbre a falukutatás ügyét: 1941-től 1944-ig több diákcsoport tanulmányozta a Szolnok-Doboka megyében fekvő Bálványosváralja népéletét. Az informatív gyűjtés sok ezer cédulára terjedő anyagáról Molter Péter (Marosi Péter) adott hírt Falukutatás Bálványosváralján c. tanulmányában (Hitel, 1940-41/3-4), az egyes családok mezőgazdasági üzemi adatait Imreh István értékelte Közgazdászok Bálványosváralján c. írásában (Március, 1943. nov.).
Venczel Józsefnek az ETI kiadásában sokszorosított füzete (A falukutatás módszerének vázlata, 1941; újraközölve Az önismeret útján, 1980. 119-136) a kutatást az anyagrendezés során kibontakozó teljes falumonográfiának rendelte alá, s a Gusti-iskolában szerzett tapasztalatok folytatását árulja el Markos András ez idő tájt Budapesten megjelent tanulmánya is (A monografikus szociológia, Társadalomtudomány 1942/4-5). A bálványosváraljai adatgyűjtés archívumát ma a kolozsvári Történeti Intézet levéltárában őrzik: összehasonlító feldolgozása a több mint negyed század leforgása alatt bekövetkezett változásokra való tekintettel különösen érdemesnek ígérkezik.
A második világháború után a Bolyai Tudományegyetem Gazdasági és Társadalompolitikai Intézete keretében a konkrét gazdaságszociológiai kutatás és az üzemszociográfia került előtérbe, de egy szakemberekből és diákokból álló munkaközösség Kohn Hillel vezetésével 1949 nyarán Csík megye mint elmaradt vidék kérdéseit dolgozta fel, majd a Babeș-Bolyai Egyetemmel karöltve a Mócvidék hasonló feldolgozásában vett részt; bekapcsolták a közös munkába az agronómusokat és orvosokat is. A munkaközösség 1950 őszén a kendilónai mezőgazdasági termelőszövetkezet első évi tapasztalatait tanulmányozta, s a kezdeményező tudományos vállalkozás eredményeit a Probleme Economice 1950/11-es számában közölték.
A román és magyar szakemberek és diákok közös munkájával készült el 1958-59-ben az akkori Kolozsvár tartomány gazdasági monográfiája is: a több mint 10 000 lapnyi jelentés magában foglalja a falvak felmérését. Mindezek a kutatások eredményesen járultak hozzá a hatóságok ipari, mezőgazdasági és közigazgatási tevékenységéhez, s bár kétségtelenné tették, hogy a konkrét szociológiai kutatások, amelyekhez a falukutatás is tartozik, csakis széles körű, minden szakra kiterjedő, kollektív munkával végezhetők, a munkaműveletek technizált formája kevés lehetőséget adott a kérdések emberi elmélyítésére.
A falukutatás hagyományait idézve a Korunk új folyama tartotta ébren a sajátos faluszociográfiai érdeklődést, s 1967-ben közölte az Ifjúmunkás egy kutatócsoportjának csíki társadalomrajzát, majd 1971-ben újabb kis kutatócsoportot küldött ki a Szilágy megyei Bogdándra, hogy Kovács Katona Jenő egy még 1937-ben írt szociográfiai riportjának adatait a későbbi helyzettel összehasonlítsa. A két kísérlet magára maradt, a Babeș-Bolyai Egyetem filozófiai és szociológiai tanszékének kezdeményezésére 1969-ben a Szilágy megyei Csákigorbón megindult a tudományos falufelmérés, melynek méretei és eredményei is arra figyelmeztettek, hogy a hazai magyar falukutatásnak korszerű és kellő arányú módszerességgel s nyilvánvalóan a román néppel való együttélés korabeli felmérésének különleges tekintetbevételével kell újjászületnie.
1974 februárjában az Igaz Szó ankétot rendezett Marosvásárhelyen a riportok és írói-szociográfiai kísérletek műfajelméleti kérdéseiről, s itt a felszólalók, köztük Herédi Gusztáv, Beke György, Gálfalvi György, Cseke Péter új követelményeket állítottak fel a falukutatás korszerű felújításával kapcsolatban.
Az gyors urbanizációra és ennek során bekövetkezett társadalmi mozgásokra és változásokra éveken át csak a riportirodalom figyelmeztetett, 1978-ban azonban az Imreh István szerkesztésében Változó Valóság c. alatt megjelent tanulmánykötet a faluhelyzet új keresztmetszetét mutatta fel gazdasági, népesedési és családszociológiai felmérésekben. "A Szilágyságtól Hargita megyéig, a kalotaszegi Vistától a Szeben megyei Bürkösig" széles skálán nyitott rálátást a valóságra ez a kötet. A kezdeményezést 1979-ben a Korunk kerekasztal-megbeszélése követte.